# Cuneus prophetarum

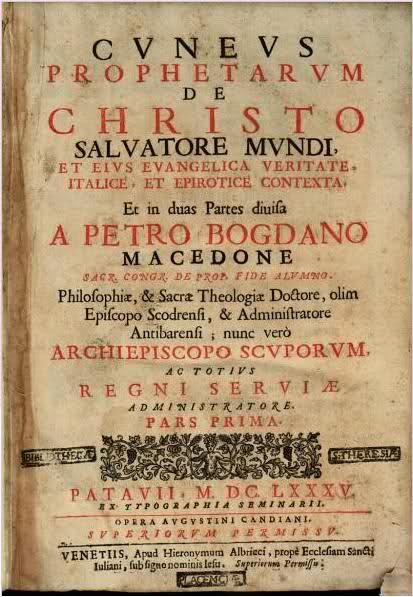
Cuneus Prophetarum, Padwa, 1685 – strona tytułowa

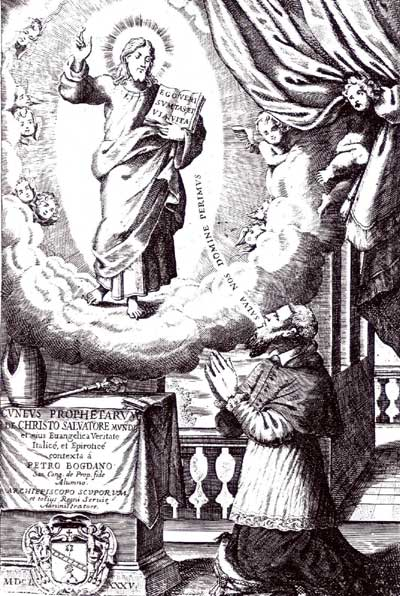
Cuneus Prophetarum, Padwa, 1685 – ilustracja tytułowa przedstawiająca modlącego się Bogdaniego

Cuneus prophetarum właśc. Cuneus prophetarum de Christo salvatore mundi, et eius evangelica veritate, Italicè, et epirotice contexta, et in duas partes diuisa a Petro Bogdano Macedone, Sacr. Congr. de Prop. Fide alumno, Philosophiae & Sacrae Theologiae Doctore, olim Episcopo Scodrensi & Administratore Antibarensi, nunc vero Archiepiscopo Scuporum as totius regni Serviae Administratore – traktat teologiczny autorstwa albańskiego księdza katolickiego Pjetëra Bogdaniego (1630–1689), pierwsze oryginalne dzieło literackie powstałe w języku albańskim, opublikowane w Padwie w 1685 roku, uznawane za arcydzieło wczesnej literatury albańskiej. 

## Historia
Cuneus prophetarum to pierwsze oryginalne dzieło literackie powstałe w języku albańskim – nie będące tłumaczeniem z innego języka. Zostało napisane przez albańskiego księdza katolickiego Pjetëra Bogdaniego (1630–1689) około 1675 roku, a jego publikacja była blokowana przez Kongregację ds. Ewangelizacji Narodów z powodu braku tłumaczenia na język włoski. Traktat został opublikowany po raz pierwszy w Padwie w 1685 roku, w dwóch wersjach językowych naraz – tekst został opracowany we współpracy z kardynałem Grzegorzem Barbarigo (1622–1697) w formie dwóch równoległych kolumn: w języku albańskim i włoskim. Został wydany przy użyciu alfabetu łacińskiego z zastosowaniem znaków cyrylicy, którymi posługiwali się albańscy pisarze Pjetër Budi (1566–1622) i Frang Bardhi (1606–1643). Dzieło było dwukrotnie wznawiane drukiem jako L'infallibile verità della cattolica fede w Wenecji w 1691 roku i 1702 roku.

## Opis
Traktat ukazał się w dwóch tomach, podzielonych na cztery rozdziały każdy: 
- Pierwszy tom podejmuje tematykę ze Starego Testamentu, a jego rozdziały to:

1. Jak Bóg stworzył człowieka;
2. Prorocy i ich metafory odnośnie do przyjścia mesjasza;
3. Życie proroków i ich proroctwa;
4. Życie dziesięciu sybilli[1].

Całość poprzedzają dedykacje i laudacje w językach łacińskim, albańskim, serbskim i włoskim oraz dwa wiersze w języku albańskim autorstwa kuzyna Pjetëra Bogdaniego – Llukë Bogdaniego (16??–1687). 
- Drugi tom zatytułowany jest De vita Jesu Christi salvatoris mundi i poświęcony tematyce Nowego Testamentu:

1. Życie Jezusa Chrystusa;
2. Cuda Chrystusa;
3. Cierpienie i śmierć Chrystusa;
4. Zmartwychwstanie Chrystusa i jego ponowne przyjście na świat[1].

Ostatnia sekcja zawiera tłumaczenie z Księgi Daniela 9:24–26 w językach łacińskim, greckim, armeńskim, syryjskim, hebrajskim, arabskim, włoskim i albańskim. Potem następuje rozdział o życiu antychrysta oraz trzystronicowy załącznik Antichità della Casa Bogdana. 

## Odbiór
Cuneus prophetarum uznawane jest za arcydzieło wczesnej literatury albańskiej. Traktat zawiera elementy filozoficzne, teologiczne i naukowe – dygresje na temat geografii, astronomii, fizyki i historii. Zawiera fragmenty poezji oraz prozy literackiej. Język albański Bogdaniego obfituje w bogate słownictwo, z zastosowaniem wielu słów dawnych i zapomnianych; jest to pierwsza forma albańskiego języka literackiego.  
W 1855 roku włoski pisarz pochodzenia arboreskiego Francesco Antonio Santori (1819–1894) zawarł fragmenty Cuneus prophetarum w swoim dziele Kryšten i šyityruory – zbiorze modlitw, tekstów dewocyjnych i pieśni religijnych.